# Consenzio
Consenzio (in latino: Consentius; Narbona, ... – ...; fl. 450-469) è stato un politico romano, funzionario dell'Impero d'Occidente di origine gallo-romana.

## Biografia
Nativo di Narbona, era figlio di un omonimo vir inlustris e di una donna discendente di Valente Giovino (console nel 367); era amico e corrispondente del poeta Sidonio Apollinare. Studiò, come normale per un esponente della sua classe, retorica e grammatica; era versato sia in latino che in greco, scrisse delle poesie ed era considerato un esperto di teatro. Partecipava alle corse di carri, ottenendo la vittoria in una gara importante.
Durante il regno dell'imperatore Valentiniano III, Consenzio ricevette il titolo di tribunus et notarius, lavorando a stretto contatto con l'imperatore, il quale lo inviò in numerose ambasciate presso la corte d'Oriente, proprio in virtù delle sue capacità linguistiche. Dopo aver servito per lungo tempo come tribunus, si ritirò a vita privata (450 circa) avendo ottenuto una buona reputazione. Nel 455/456 fu nominato cura palatii dall'imperatore Avito.
La corrispondenza con Apollinare permette di sapere che, intorno al 462/466 Consenzio risiedeva nella sua proprietà nei pressi di Narbona, l'ager Octavianus, partecipando alla vita sociale della sua città natale e dedicandosi alla letteratura. Era ancora vivo nel 469, quando si dedicava alla letteratura e all'amministrazione delle sue proprietà.